# Зугдідський муніципалітет
Зугдідський муніципалітет (груз. ზუგდიდის მუნიციპალიტეტი зугдидис муниципʼалитети) —  муніципалітет в  Грузії, що входить до складу  краю Самеґрело-Земо Сванеті (або Мегре́лія-Верхня Сване́тія). Знаходиться на заході Грузії, на території  історичної області Мегрелія. Адміністративний центр — місто Зугдіді.

## Населення
Станом на 1 січня 2014 чисельність населення муніципалітету склала 105 079 мешканців.
Згідно  останнього перепису 2002 а населення району (муніципалітету) склало 167 760 чол. За оцінкою на 1 січня 2008 року — 171,4 тис. Чол.
Більшість населення складають мегрели, одна з етнографічних груп грузин.
| Грузини | Абхази | Осетини | Вірмени | Росіяни | Азербайджанці | Греки  | Українці |
| 99,59 % | 0,02 % | 0,01 %  | 0,01 %  | 0,23 %  | 0,01 %        | 0,01 % | 0,06 %   |

## Адміністративний поділ
Територія муніципалітету розділена на 30 сакребуло:
- 1 міське (kalakis) сакребуло: ქალაქის საკრებულო
- 1 Муніципальне (municipalitetis) сакребуло: მუნიციპალიტეტის საკრებულო
- 4 селищних (dabis) сакребуло: დაბის საკრებულო
- 20 общинних (temis) сакребуло:თემის საკრებულო
- 4 сільських (soplis) сакребуло: სოფლის საკრებულო

## Список населених пунктів
До складу муніципалітету входить 58 населених пунктів, у тому числі 2 міста (Поті і Зугдіді):
| - Зугдіді (груз. ზუგდიდი) - Анаклиа (груз. ანაკლია) - Абастумані (груз. აბასთუმანი) - Алерткарі (груз. ალერტკარი) - Ахали-Абастумани (груз. ახალი აბასთუმანი) - Ахалкахаті (груз. ახალკახათი) - Ахалсопелі (груз. ახალსოფელი) - Багмарані (груз. ბაღმარანი) - Баші (груз. ბაში) - Ганарджііс-Мухурі (груз. განარჯიის მუხური) - Давитіані (груз. დავითიანი) - Дарчелі (груз. დარჩელი) - Джіхашкарі (груз. ჯიხაშკარი) - Джумі (груз. ჯუმი) - Діді-Недзі (груз. დიდი ნეძი) - Діді-Недзіс-Кахаті (груз. დიდი ნეძის კახათი) - Діхагудзуба (груз. დიხაგუძუბა) - Зеда-Ецер (груз. ზედა ეწერი) - Інгирі (груз. ინგური) - Кахаті (груз. კახათი) - Кіров (груз. კიროვი) - Кокі (груз. კოკი) - Корцхелі (груз. კორცხელი) - Кулішкарі (груз. ყულიშკარი) - Менджі (груз. მენჯი) - Могирі (груз. მოგირი) - Наразені (груз. ნარაზენი) - Нацату (груз. ნაცატუ) - Нацулуку (груз. ნაწულუკუ) - Начкаду (груз. ნაჭკადუ) | - Одіші (груз. ოდიში) - Оіреме (груз. ოირემე) - Октомбері (груз. ოქტომბერი) - Опачхапу (груз. ოფაჩხაფუ) - Орсантіа (груз. ორსანტია) - Орулу (груз. ორული) - Палазоні (груз. ფალაზონი) - Ріке (груз. რიყე) - Рухи (груз. რუხი) - Сабечваіо (груз. საბეჭვაიო) - Сачургуліо (груз. საჭურღულიო) - Тікорі (груз. თიქორი) - Ткаіа (груз. ტყაია) - Урта (груз. ურთა) - Учашона (груз. უჩაშონა) - Хецера (груз. ხეცერა) - Хурча (груз. ხურჩა) - Цаіші (груз. ცაიში) - Цацхві (груз. ცაცხვი) - Цване (груз. ცვანე) - Чаквінджі (груз. ჭაქვინჯი) - Чітацкарі (груз. ჭითაწყარი) - Чкадуаші (груз. ჭკადუაში) - Чхоріа (груз. ჩხორია) - Чхоуші (груз. ჩხოუში) - Чхоуші (груз. ჩხოუში) - Шамадела (груз. შამადელა) - Шамгона (груз. შამგონა) - Ергета (груз. ერგეტა) |

## Відомі люди
- Рогава Антимоз Михайлович — двічі Герой Соціалістичної Праці.